# Cambrai
Cambrai (în neerlandeză Kamerijk) este un oraș în Franța, sub-prefectură a departamentului Nord, în regiunea Nord-Pas de Calais.

## Personalități
- Henri de Lubac (1896-1991), cardinal